# Jan Troell
Jan Gustaf Troell (23 de julio de 1931) es un cineasta sueco. Sus filmes realistas, con una fotografía lírica donde la naturaleza tiene lugar de importancia, le colocaron entre los principales cineastas suecos modernos, junto con Ingmar Bergman y Bo Widerberg.
Fue candidato al Óscar en 1973, a la mejor película de habla no inglesa.

## Filmografía

### Películas
- 1966 Här har du ditt live
- 1968 ¿Quién le ha visto morir? (Ole dole doff)
- 1971 Utvandrarna
- 1972 Nybyggarna
- 1974 Zandy's Bride
- 1977 Bang!
- 1979 Hurricane
- 1982 Ingenjör Andrées luftfärd
- 1991 Il capitano
- 1996 Processen mod, sobre Knut Hamsun
- 2001 Så vit sonido en snö
- 2008 Maria Larssons eviga ögonblick
- 2012 Don över död man

### Documentales
- 1988 Sagolandet
- 1997 En frusen dröm
- 2003 Närvarande
- 2007 Färgklang

## Premios y distinciones
Premios Óscar
| Año  | Categoría                                       | Película            | Resultado |
| ---- | ----------------------------------------------- | ------------------- | --------- |
| 1972 | Mejor película de habla no inglesa              | Los emigrantes      | Nominado  |
| 1973 | Mejor Director                                  | Los emigrantes      | Nominado  |
| 1973 | Mejor guion basado en material de otro medio    | Los emigrantes      | Nominado  |
| 1973 | Mejor película de habla no inglesa              | La nueva tierra     | Nominado  |
| 1983 | Mejor película extranjera (de habla no inglesa) | El vuelo del águila | Nominado  |

Festival Internacional de Cine de Berlín
| Año  | Categoría         | Película                  | Resultado |
| ---- | ----------------- | ------------------------- | --------- |
| 1967 | Premio C.I.C.A.E. | El fuego de la vida       | Ganador   |
| 1968 | Oso de Oro        | ¿Quién le ha visto morir? | Ganador   |
| 1968 | Premio Interfilm  | ¿Quién le ha visto morir? | Ganador   |
| 1968 | Premio OCIC       | ¿Quién le ha visto morir? | Ganador   |
| 1968 | Placa de Oro IWG  | ¿Quién le ha visto morir? | Ganador   |
| 1968 | Premio UNICRIT    | ¿Quién le ha visto morir? | Ganador   |